# Hasasspórás őzlábgomba
A hasasspórás őzlábgomba vagy sárgáspelyhű őzlábgomba (Lepiota magnispora) a csiperkefélék családjába tartozó, Európában és Észak-Amerikában elterjedt, mérgező gombafaj.

## Megjelenése
A hasasspórás őzlábgomba kalapjának átmérője 4–7 cm, fiatalon félgömb alakú, később tompán púpos, végül laposan kiterül. Középen vörösbarna, szemcsés felületű. Körben koncentrikus sávokban kiálló pikkelykék borítják, melyek világos okkersárga alapon élénk okker vagy narancsbarnák. Pereme is pelyhes, szálas, a sárga burok maradványai díszítik. Húsa fehér, enyhén gombaszagú és -ízű.
Sűrűn álló lemezei nem érintik a tönköt. Színük eleinte fehér, majd halványsárgás krémszínű. Spórapora fehér. Spórái 15-20 x 4,5-5,5 mikrométeresek, orsó alakúak, sima felszínűek.
Tönkje 4–9 cm magas, 0,5-1,5 cm vastag, lefelé kissé vastagodó, töve enyhén bunkósodik. Egész hosszában molyhos-pelyhes; a pelyhek több övszerű sávot alkothatnak. Felső részén fehéren, gallérövtől lejjebb okker-narancssárgásan. Gallérja nem kifejezett, sokszor hiányzik vagy galléröv látható helyette.

### Hasonló fajok
Nagyon hasonlít hozzá a szintén mérgező gyapjas őzlábgomba, amely csak fakóbb színeiben és rövidebb spóráiban különbözik tőle.

## Elterjedése és termőhelye
Európában (Skandináviától a Mediterránumig) és Észak-Amerikában honos. Lombos és fenyőerdőkben: vastag avartakarón, útszéleken, gyomos helyeken található egyesével vagy kis csoportban. Augusztustól októberig terem.
Mérgező.  

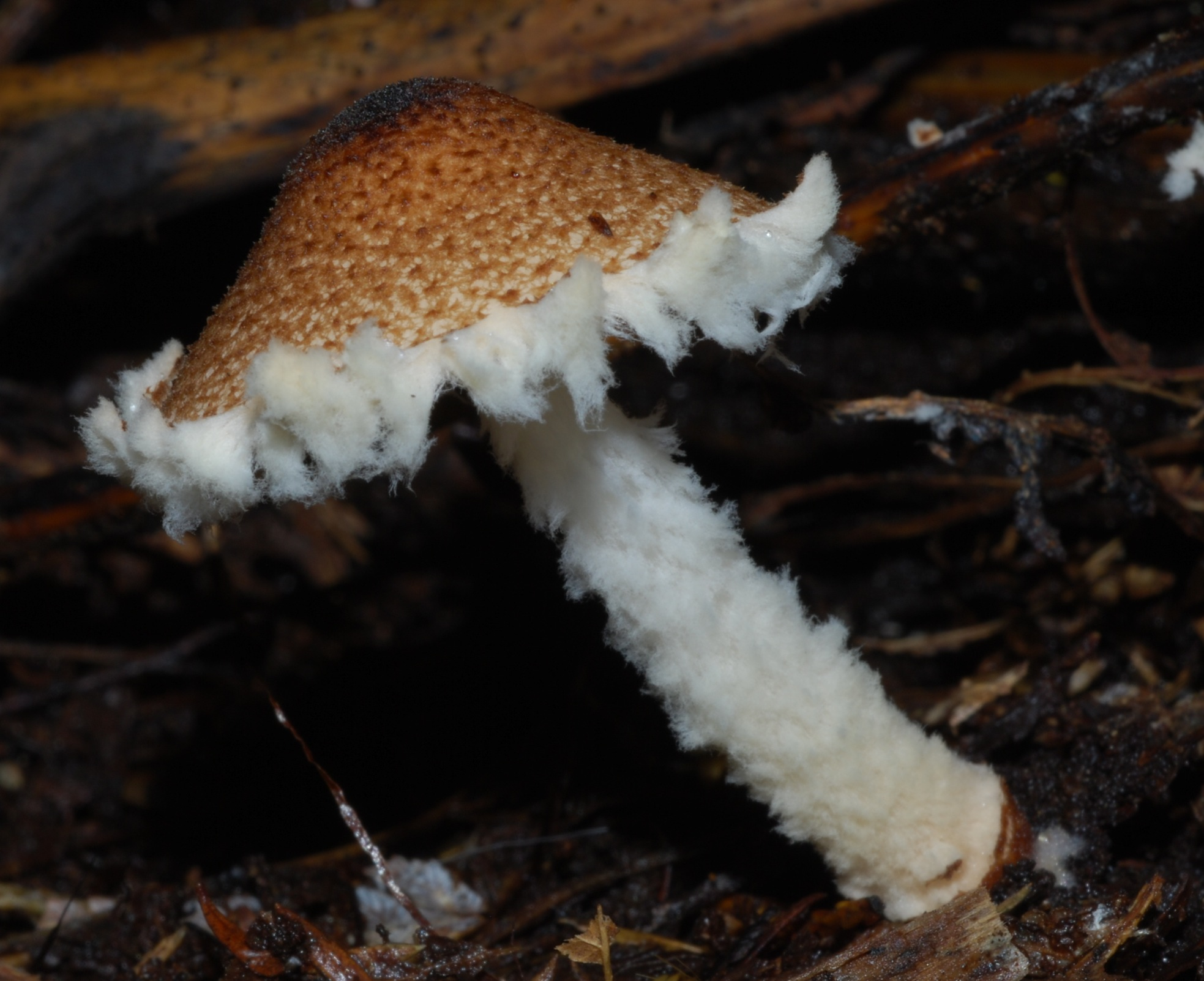
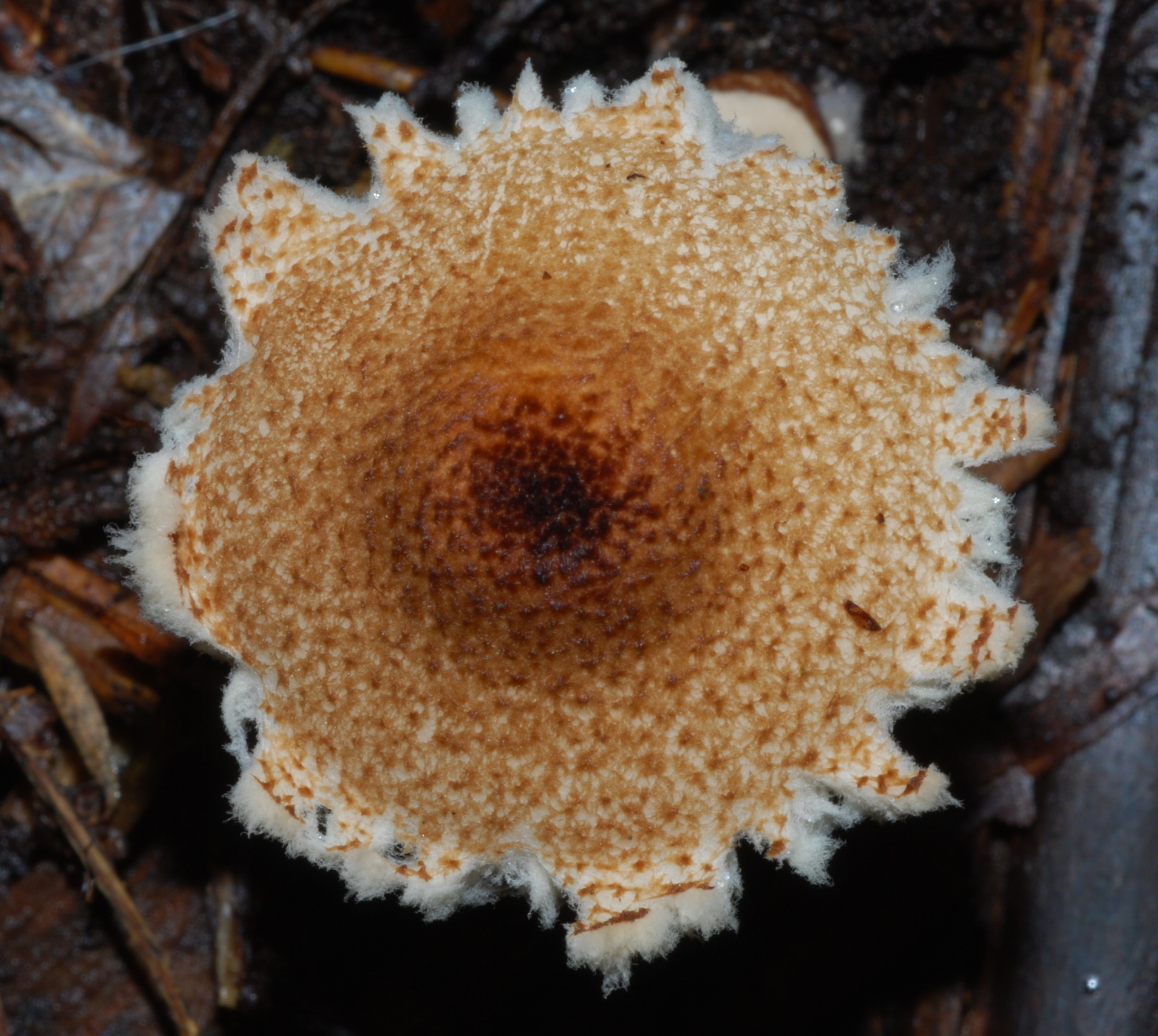
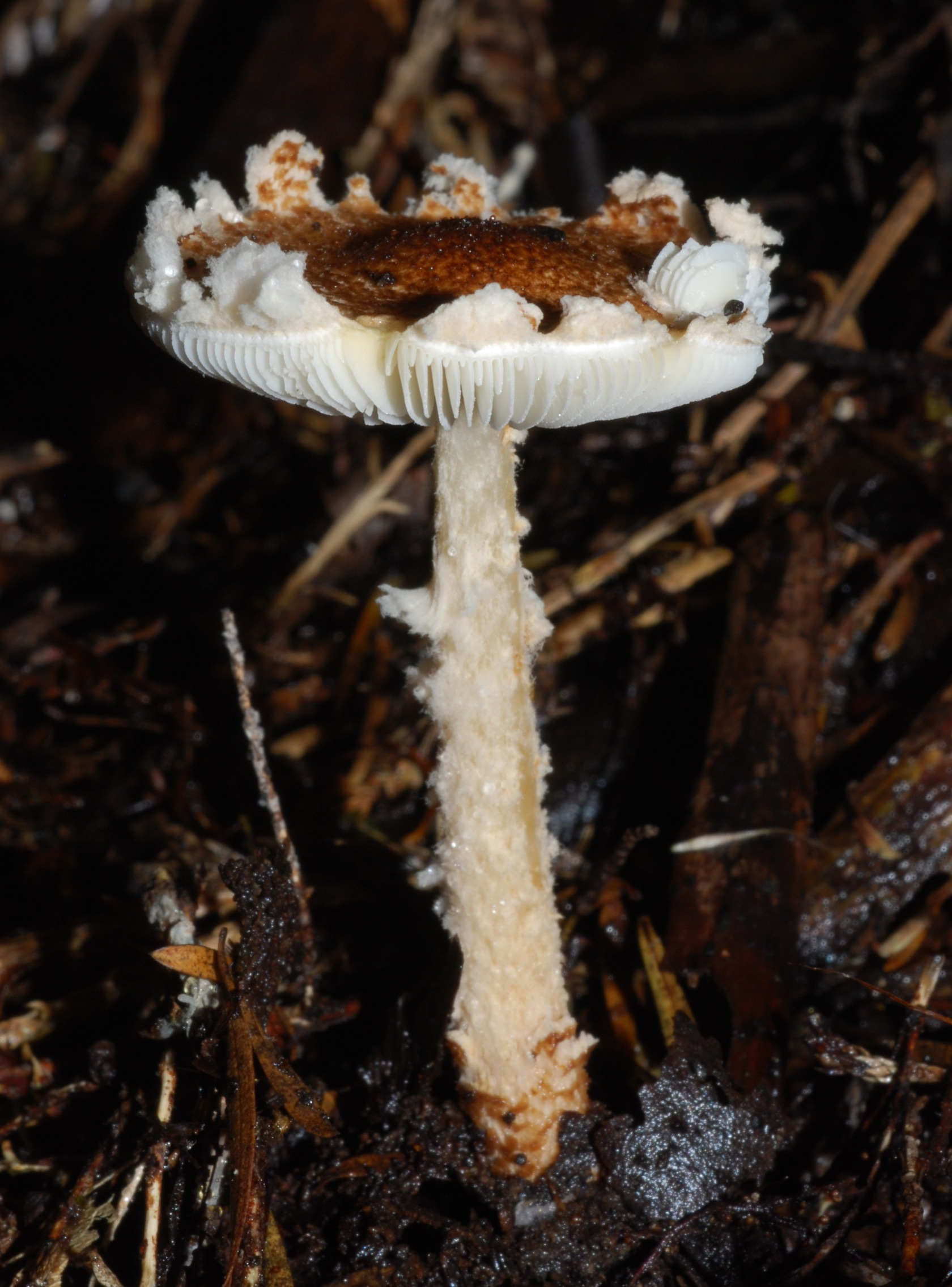
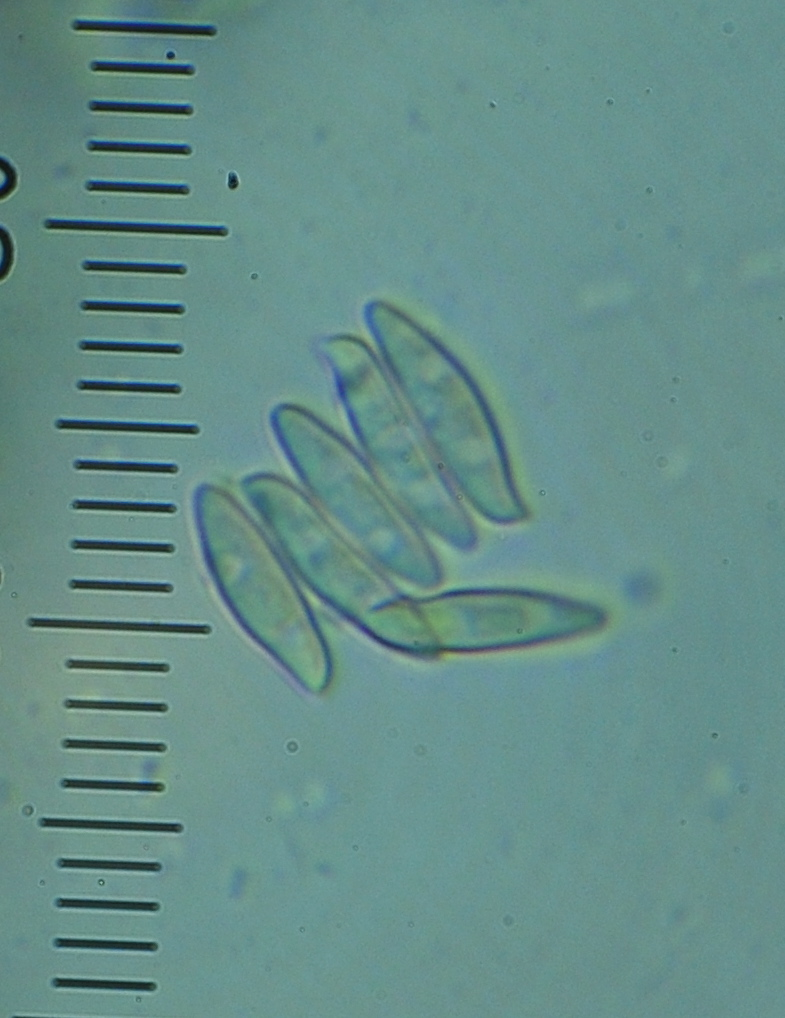
Spórái